# غراهام لاتيمر
غراهام لاتيمر (بالإنجليزية: Graham Latimer)‏ هو فلاح نيوزلندي، ولد في 7 فبراير 1926 في Aupōuri Peninsula ‏ في نيوزيلندا، وتوفي في 7 يونيو 2016.